# 埃诺·拉赫亚
埃诺·拉赫亚（芬蘭語：Eino Rahja，1885年6月20日—1936年4月26日），芬兰和俄国革命家。1903年加入俄罗斯社会民主工党，并为党内布尔什维克派。1917年夏天，拉赫亚帮助列宁逃往芬兰躲避俄国临时政府当局抓捕。芬兰内战期间，拉赫亚是赤卫队能干的军事领导人之一。赤卫队战败后，他流亡苏俄，后在那度过余生，并曾任苏联红军军级指挥员。
1927年拉赫亚被芬兰共产党中央委员会开除。在1920年代初，他与格里戈里·季诺维也夫关系密切。
1935年他因酗酒而被开除军籍，后来在1936年被判处死刑，但他在1936年4月因肺结核和酗酒而在被处决前死亡。